# Albert Hersoy
Albert Hersoy est un gymnaste artistique français né le 19 septembre 1895 à Hautmont et mort le 24 juillet 1979 à Maubeuge.

## Biographie
Albert Hersoy est mouleur aux Forges de la Providence en Belgique. Il remporte avec l'équipe de France de gymnastique la médaille de bronze au concours général par équipes aux Jeux olympiques d'été de 1920 à Anvers.